# Juan Torres Mozzoni
Juan Marcelo Torres Mozzoni (n. Manfredi, Córdoba, Argentina, 2 de marzo de 1981) es un futbolista argentino. Juega de defensor y su actual equipo es el club ecuatoriano Deportivo Azogues de la Serie B.

## Trayectoria

### River Plate
Surgido de las divisiones inferiores de River Plate. Jugó en varios Torneos de Reserva y en 2000 el entrenador Ramón Díaz lo convocó para integrar el plantel superior, tras un inconveniente que tuvo al jugador titular Celso Ayala. Torres Mozzoni fue al banco de suplentes por primera vez en un encuentro que River disputó contra Colón en Santa Fe. Torres Mozzoni estuvo en River hasta el Clausura 2002. 

### Defensores de Belgrano
Pasó a Defensores de Belgrano en junio de 2002, Arribó al Dragón, como refuerzo para afrontar la Primera B Nacional. Con pobre técnica y poca capacidad, quedó relegado al banco de suplentes. En la temporada 2004/05 el Dragón descendió a la Primera B Metropolitana, categoría en la jugó hasta 2006, año en el cual fue transferido.

### Atlético Huila
Tras su magro paso por Defensores de Belgrano, a mediados de 2006 fue fichado por Atlético Huila de Colombia, club con el que salió subcampeón del Apertura 2007, aunque no tuvo mucha continuidad, y regresó a Defensores de Belgrano.

### Defensores de Belgrano
En 2008 regresó a Defensores de Belgrano, con mucha más continuidad que en su etapa anterior en el club, fue titular en el equipo en la mayoría de los partidos, y a fines de 2008 fue adquirido por América de Cali.

### América de Cali
A principios de 2009 llegó a unos de los clubes más populares del fútbol colombiano, América de Cali, allí disputó algunos partidos como titular y otros como suplente, sin tener muchas chances de plasmar su juego.

### Deportivo Azogues
En 2010 siguió su carrera en Ecuador, precisamente en Deportivo Azogues, club con el que compitió en la Serie B, Segunda División de Ecuador. 

## Clubes
| Club                   | País      | Año           |
| ---------------------- | --------- | ------------- |
| River Plate            | Argentina | 2000-2002     |
| Defensores de Belgrano | Argentina | 2002-2006     |
| Atlético Huila         | Colombia  | 2006-2008     |
| Defensores de Belgrano | Argentina | 2008          |
| América de Cali        | Colombia  | 2009          |
| Deportivo Azogues      | Ecuador   | 2010-Presente |